# Communauté de communes du Pays d'Aubigné
La communauté de communes du Pays d'Aubigné est une ancienne intercommunalité française, située dans le département d'Ille-et-Vilaine, en région Bretagne.

## Histoire
Créée en 1993, elle regroupait 10 communes composant ainsi le Pays d'Aubigné. Elle a pour objet d'associer des communes au sein d'un espace de solidarité, en vue d'élaborer des projets en commun.
En application de la Loi portant nouvelle organisation territoriale de la République, elle est dissoute au 31 décembre 2016 car comptant moins de 15 000 habitants. Neuf communes rejoignent la communauté de communes du Val d'Ille-Aubigné ; la 10e, Romazy, rejoint quant à elle la nouvelle communauté de communes « Couesnon Marches de Bretagne ».

## Territoire communautaire

### Géographie
La communauté de communes, proche de Rennes, se situe au nord de l'Ille-et-Vilaine. Elle s'étend sur 17 km d'Est en Ouest entre la RN 137 (Rennes - Saint-Malo) et l'A84 (Rennes - Caen).

### Composition
Elle était composée des 10 communes suivantes :
| Nom                           | Code Insee | Gentilé        | Superficie (km2) | Population (dernière pop. légale) | Densité (hab./km2) |
| ----------------------------- | ---------- | -------------- | ---------------- | --------------------------------- | ------------------ |
| Saint-Aubin-d'Aubigné (siège) | 35251      | Saint-Aubinois | 23,52            | 3 487 (2014)                      | 148                |
| Andouillé-Neuville            | 35003      | Andoléens      | 12,61            | 848 (2014)                        | 67                 |
| Aubigné                       | 35007      | Aubinois       | 2,20             | 489 (2014)                        | 222                |
| Feins                         | 35110      | Finésiens      | 20,35            | 937 (2014)                        | 46                 |
| Gahard                        | 35118      | Gahardais      | 24,96            | 1 398 (2014)                      | 56                 |
| Montreuil-sur-Ille            | 35195      | Montreuillais  | 15,15            | 2 249 (2014)                      | 148                |
| Mouazé                        | 35197      | Mouazéens      | 8,39             | 1 299 (2014)                      | 155                |
| Romazy                        | 35244      | Romaziens      | 7,18             | 289 (2014)                        | 40                 |
| Sens-de-Bretagne              | 35326      | Senonais       | 30,82            | 2 537 (2014)                      | 82                 |
| Vieux-Vy-sur-Couesnon         | 35355      | Vieuxviciens   | 21,56            | 1 150 (2014)                      | 53                 |

## Administration

### Siège
Le siège de la communauté de communes était à Saint-Aubin-d'Aubigné, 1 place du Marché.

### Liste des présidents
| Période | Période | Identité        | Étiquette | Qualité                                      |
| ------- | ------- | --------------- | --------- | -------------------------------------------- |
| 1994    | 1995    | Gabriel Méhault |           | Maire de Sens-de-Bretagne (1977 → 1995)      |
| 1995    | 2001    | Maurice Perrin  | PS        | Maire de Feins (1987 → 2001)                 |
| 2001    | 2014    | Pierre Esnault  | PS        | Maire de Saint-Aubin-d'Aubigné (1992 → 2014) |
| 2014    | 2016    | Alain Fouglé    | PS        | Maire de Feins (2008 → )                     |

### Compétences
Le Pays d'Aubigné a développé les compétences dans les domaines suivants :
- économie
- aménagement du territoire
- tourisme
- emploi
- assainissement non collectif

### Tourisme
La Communauté de communes du Pays d'Aubigné recense plusieurs sites :
- Le canal d'Ille et Rance
- L'étang de Boulet où se trouve le centre nautique du Pays d'Aubigné
- La vallée du Couesnon